# Atletismo nos Jogos Pan-Americanos de 2011 - Salto em altura masculino
A competição do salto em altura masculino foi um dos eventos do atletismo nos Jogos Pan-Americanos de 2011, em Guadalajara. Foi disputada no Estádio Telmex de Atletismo no dia 27 de outubro.

## Calendário
Horário local (UTC-6).
| Data          | Horário | Fase  |
| ------------- | ------- | ----- |
| 27 de outubro | 16:55   | Final |

## Medalhistas
| Ouro   | BAH Donald Thomas |
| Prata  | ECU Diego Ferrín  |
| Bronze | CUB Víctor Moya   |

## Recordes
Recordes mundial e pan-americano antes da disputa dos Jogos Pan-Americanos de 2011.
| Tipo                             | Atleta           | Marca  | Local         | Data                |
| -------------------------------- | ---------------- | ------ | ------------- | ------------------- |
|                                  | Javier Sotomayor | 2,45 m | Salamanca     | 27 de julho de 1993 |
| Recorde dos Jogos Pan-Americanos | Javier Sotomayor | 2,40 m | Mar del Plata | 25 de março de 1995 |

## Resultados

### Final
| Pos.              | Atleta               | País                         | 1.90 | 1.95 | 2.00 | 2.05 | 2.10 | 2.15 | 2.18 | 2.21 | 2.24 | 2.26 | 2.28 | 2.30 | 2.32 | 2.34 | Resultado | Obs.            |
| ----------------- | -------------------- | ---------------------------- | ---- | ---- | ---- | ---- | ---- | ---- | ---- | ---- | ---- | ---- | ---- | ---- | ---- | ---- | --------- | --------------- |
| Medalha de ouro   | Donald Thomas        | BAH Bahamas                  | –    | –    | –    | –    | –    | –    | xxo  | o    | xo   | o    | xo   | xo   | xo   | xxx  | 2.32      |                 |
| Medalha de prata  | Diego Ferrín         | ECU Equador                  | –    | –    | –    | –    | xxo  | o    | o    | xxo  | o    | xo   | o    | o    | xx–  | x    | 2.30      | Recorde pessoal |
| Medalha de bronze | Víctor Moya          | CUB Cuba                     | –    | –    | –    | –    | –    | o    | –    | o    | xx–  | o    | x–   | xx   |      |      | 2.26      |                 |
| 4                 | James Grayman        | ANT Antígua e Barbuda        | –    | –    | –    | –    | o    | o    | o    | xxo  | o    | xx–  | x    |      |      |      | 2.24      |                 |
| 5                 | Brendan Williams     | DMA Dominica                 | –    | –    | –    | xo   | o    | o    | o    | o    | xxx  |      |      |      |      |      | 2.21      | Recorde pessoal |
| 6                 | Jamie Nieto          | USA Estados Unidos           | –    | –    | –    | –    | o    | o    | o    | xo   | xxx  |      |      |      |      |      | 2.21      |                 |
| 7                 | Jim Dilling          | USA Estados Unidos           | –    | –    | –    | –    | o    | o    | xxo  | xo   | xxx  |      |      |      |      |      | 2.21      |                 |
| 8                 | Edgar Rivera         | MEX México                   | –    | –    | –    | o    | o    | o    | o    | xxx  |      |      |      |      |      |      | 2.18      |                 |
| 9                 | Wagner Miller        | COL Colômbia                 | –    | –    | –    | –    | xxo  | o    | o    | xxx  |      |      |      |      |      |      | 2.18      |                 |
| 10                | Carlos Layoy         | ARG Argentina                | –    | –    | –    | –    | o    | xo   | xxo  | xxx  |      |      |      |      |      |      | 2.18      |                 |
| 11                | Thorrold Murray      | BAR Barbados                 | –    | –    | –    | o    | o    | xxx  |      |      |      |      |      |      |      |      | 2.10      |                 |
| 12                | Arturo Chávez        | PER Peru                     | –    | –    | xo   | o    | xo   | xxx  |      |      |      |      |      |      |      |      | 2.10      |                 |
| 13                | Rafael dos Santos    | BRA Brasil                   | –    | –    | –    | o    | xxo  | xxx  |      |      |      |      |      |      |      |      | 2.10      |                 |
| 14                | Marlon Colorado      | ESA El Salvador              | o    | o    | xxo  | o    | xxo  | xxx  |      |      |      |      |      |      |      |      | 2.10      |                 |
| 15                | Keron Stoute         | IVB Ilhas Virgens Britânicas | o    | xo   | xo   | o    | xxx  |      |      |      |      |      |      |      |      |      | 2.05      |                 |
| 16                | Josue Louis          | HAI Haiti                    | –    | o    | o    | xxx  |      |      |      |      |      |      |      |      |      |      | 2.00      |                 |
| 17                | Henry Linton Quesada | CRC Costa Rica               | xo   | xo   | xxx  |      |      |      |      |      |      |      |      |      |      |      | 1.95      |                 |
| 99 !              | Jorge Rouco          | MEX México                   | –    | –    | –    | –    | xxx  |      |      |      |      |      |      |      |      |      | NM        |                 |
| 99 !              | Linford Avila        | BIZ Belize                   |      |      |      |      |      |      |      |      |      |      |      |      |      |      | DNS       |                 |

Legenda
| Recorde mundial                  | Recorde mundial (World record)               |                       | Recorde africano                      | Recorde africano (African) |                                           | Q | Classificado por posição (Qualified) |
| Recorde dos Jogos Pan-Americanos | Recorde pan-americano (Pan-American record)  | Recorde da América    | Recorde da América (Americas)         | q                          | Classificado por melhor tempo (Qualified) |   |                                      |
| Melhor marca do ano              | Melhor marca do ano (World leading)          | Recorde asiático      | Recorde asiático (Asian)              | DNS                        | Não largou (Did not start)                |   |                                      |
| Recorde nacional                 | Recorde nacional (National record)           | Recorde europeu       | Recorde europeu (European)            | DNF                        | Não terminou (Did not finish)             |   |                                      |
| Recorde pessoal                  | Recorde pessoal do atleta (Personal best)    | Recorde da Oceania    | Recorde da Oceania (Oceania)          | DSQ / DQ                   | Desclassificado (Disqualified)            |   |                                      |
| Recorde da temporada             | Recorde da temporada do atleta (Season best) | Recorde sul-americano | Recorde sul-americano (South America) | NM                         | Sem marca (No mark)                       |   |                                      |